# Bert Nederlof
Bert Nederlof (* 26. August 1946 in Crooswijk, Rotterdam; † 6. Oktober 2018 in Texel) war ein niederländischer Journalist und Rundfunkmoderator.

## Leben
Der in Crooswijk, Rotterdam, geborene Nederlof wurde von seinem Großvater zum Fußball gebracht, indem er ihn zu Spielen des lokalen Clubs Excelsior Rotterdam mitnahm. Nederlof blieb sein ganzes Leben lang ein Fan dieses Clubs.
Seine Karriere im Journalismus begann er bei der Lokalzeitung De Rotterdammer, wo er sich mit dem lokalen Amateurfußball beschäftigte. Später arbeitete er für Trouw und De Tijd.
1973 kam er zum führenden niederländischen Fußballmagazin Voetbal International, bei dem er 35 Jahre lang als Redakteur, Chefredakteur und Senior Editor arbeitete. Für Voetbal International war er bei der Fußball-Weltmeisterschaft 1978 in Argentinien im Einsatz, wo er sogar zufällig mit dem Diktator Jorge Rafael Videla in Kontakt kam.
Nederlof ging Anfang 2008 in den Ruhestand, danach ließ er sich mit seiner Familie auf Texel nieder. Dort schrieb er verschiedene Bücher über und mit Willem van Hanegem, Ronald Koeman, Piet de Visser, Huub Stevens und Leo Beenhakker. Sein letztes Buch erschien Anfang 2018, eine Biographie von Keje Molenaar.

## NOS
Als Kommentator berichtete Nederlof über das Siegturnier der niederländischen Mannschaft bei der Fußball-Europameisterschaft 1988 und kommentierte zwischen 1973 und 1995 das NOS-Radiosportprogramm Langs de Lijn. Er kommentierte das berüchtigte Spiel im UEFA-Pokal 1982/83 zwischen Spartak Moskau und dem niederländischen Klub HFC Haarlem, das als Luzhniki-Katastrophe bekannt wurde, sowie während der Katastrophe von Heysel 1985.